# Mikroblazar
Mikroblazare sind astronomische Objekte, die aufgrund der beobachteten Eigenschaften als Miniaturausgaben von Blazaren betrachtet werden können.
Ein Mikroblazar ist ein Röntgendoppelstern oder ein enger Doppelstern, in dem ein kompakter Stern (entweder ein Neutronenstern oder ein Schwarzes Loch) Materie von einem Begleiter akkretiert und als Folge ein relativistischer Jet entsteht.
Im Gegensatz zum Mikroquasar ist der Jet beim Mikroblazar annähernd in Richtung des Beobachters ausgerichtet, wodurch sich der Jet scheinbar mit Überlichtgeschwindigkeit ausbreitet. Aufgrund einer Präzession der Akkretionsscheibe und des Jets wechseln die Eigenschaften einiger Röntgendoppelsterne zwischen denen eines Mikroquasars und eines Mikroblazars, je nach Ausrichtung des Jets mit einhergehenden Schwankungen in der scheinbaren Leuchtkraft.
In aktiven galaktischen Kernen fällt Materie in ein zentrales schwarzes Loch mit Massen von einigen hunderttausend bis Millionen Sonnenmassen. Dabei bildet sich wegen der Erhaltung des Drehimpulses um das schwarze Loch eine Akkretionsscheibe aus. In der Scheibe entstehen aufgrund einer Wechselwirkung zwischen dem Plasma und einem aufgewickelten Magnetfeld im Rahmen der Magnetohydrodynamik Jets. Diese führen den überschüssigen Drehimpuls ab und beschleunigen die Materie auf nahezu Lichtgeschwindigkeit. Die Jets und die Akkretionsscheibe emittieren elektromagnetische Strahlung vom Bereich der Radio- bis zur Gammastrahlung.
Die Leuchtkraft von Mikroblazaren erscheint aufgrund eines Doppler-Boosting genannten Effektes verstärkt. Daher werden Mikroblazare als eine mögliche Erklärung für Ultraleuchtkräftige Röntgenquellen vermutet.
Mikroblazare werden auch mit der Entstehung von hochenergetischer Strahlung in Gammastrahlendoppelsternen in Verbindung gebracht.

## Vermutete Mikroblazare
- Cygnus X-1
- LSI+61303
- V4641 Sgr
- 3EG J1828+0142